# Nowa
nowa(ノワ)とは、ライブドアがかつて運営していたブログサービス。若年女性のライトユーザーをターゲットとしていた。2007年開設、2009年3月31日にサービスを終了した。

## 概要
開発コード「PRAC」として開発に着手。ライブドアのユーザーの一部を招待してクローズドベータ版に移行、ユーザーテストを経て2007年5月30日より正式運用となった。
PC版の操作には、Ajax技術を導入している。

## 主な機能
ノワエン
nowaの機能を利用するために必要なポイント。サービス内を活発にさせる潤滑剤や荒らし、嫌がらせ行為の防止に役立った。
ナニシテル？
一言を書き込むことでブログを更新できる機能。携帯電話からの利用で重宝した。
チャンネル
特定の話題に絞った会話ができるスペース。「ナニシテル？」の機能を拡張する形として2007年7月19日より追加された。チャンネルにはライブドア公式のものとユーザーが独自に作ったものとがあった。ユーザーがチャンネルを作るにはノワエンが必要であった。開始当初は参加するにもノワエンが必要であったが、後に見直され不要になる。Internet Relay Chat(インターネットリレーチャット、略称IRC)の仕組みがヒントになった。。
シャウト
nowaのユーザー全体に書き込んだ一言が伝わる機能。利用するにはノワエンが必要であった。ユーザーから反発があり、表示しないようにする設定項目をのちに追加。
ブログ
ナニシテル？の表示をはじめ、機能制限付きのブログとしても使えた。商品レビューなど各種口コミ機能もあった。編集画面はワープロに近く、簡単な操作で豊かな表現が出来た。公開範囲の設定(全体に公開またはフレンドのみに公開）が可能。また複数のデザインテンプレートが用意されていた。トラックバック機能は無し。
メッセージ送受信
他のユーザーからまたはユーザーにメッセージを送受信することができた。

## 他のサービスとの連携
livedoor プロフィールに専用アイテムがあった。

## フレパ閉鎖時のユーザー流入
ライブドアが運営していたSNS「livedoor フレパ」のサービスを終了に伴い、一部のユーザーが流入している。

## サービス終了後
サービス終了告知直後、類似機能が多かったWassrを中心に移転した。Wassrではnowaのチャンネルの一部が「ワサチャンネル」として移植・開設されている。参考までにnowaから移植されたチャンネルは以下の通り。
- お目覚めチャンネル
- 時事ネタ・ニュース
- 飲んだら報告ドリンクチャンネル
- つぶやき場…みたいな
- 電車、バスを使用し次へ進むしりとり
- 携帯電話予測変換しりとり
- 祈り